# Lacera violacea
Lacera violacea är en fjärilsart som beskrevs av Holloway 1979. Lacera violacea ingår i släktet Lacera och familjen nattflyn. Inga underarter finns listade i Catalogue of Life.